# Семенюк Микола Степанович
Семенюк Микола Степанович (1982 р.н.) - викладач  Чернівецького фахового коледжу технологій та дизайну (з 28.08.2013), методист Ради директорів ЗФПО Чернівецької області (з 01.07.2016), член Національної спілки краєзнавців України (з 22.11.2018), магістр філософії, релігієзнавства (2009), богослов'я (2010), історії та археології (2021), керівник історико-краєзнавчого гуртка "Дивопошук" (заснований 10.04.2019). Лауреат відзнаки ім. А. Кохановського (2020). Переможець (III місце) конкурсу студентських наукових робіт «Український визвольний рух 1920-1950-х років» (2020).

## Життєпис
Неповну середню освіту здобув у Чернівецькій ЗОШ № 27, далі — продовжив навчання у ВПХУ № 5, яке закінчив у 2001 р. та здобув кваліфікацію столяра, різальника по дереву і бересті. У 2009 р. закінчив ЧНУ ім. Ю. Федьковича, одержавши повну вищу освіту і здобув кваліфікацію релігієзнавця, викладача філософсько-релігієзнавчих дисциплін, а в наступному році — Богословське відділення КПБА при ФТФ ЧНУ ім. Ю. Федьковича і отримав повну вищу освіту за спеціальністю «Богослов'я» та здобув кваліфікацію викладача-дослідника православного богослов'я.
Ініціатор і співорганізатор краєзнавчої виставки «Рогізна 500: від минулого до сучасності» (базі Чернівецького обласного краєзнавчого музею, 14.02.-24.03.2019) та Міської історико-краєзнавчої конференції «Рогізна: погляд крізь роки» (на базі ДВНЗ «Чернівецький коледж дизайну та економіки», 20.03.2019). Автор-розробник макету поштових марок і конвертів з нагоди 500-ліття від часу першої письмової згадки про поселення у мікрорайоні Рогізна та 100-річчя від дня народження провідника Вашковецького районного проводу ОУН Івана Церенюка ("Яреми") (21.09.2019), макету поштових марок і конвертів з нагоди 130-річчя від дня народження міністра праці УНР Осипа Безпалка та один із авторів-розробників з нагоди 250-ліття від часу заснування поселення Садогура (2021). Автор ідеї макету інформаційного стенда "Рогізна - мальовничий куточок", електронної презентації про минуле та сучасне мікрорайону Рогізна (25.09.2019).

## Відзнаки
- Орден Святого Миколая Чудотворця за заслуги з відродження духовності в Україні та утвердження Помісної УПЦ (Указ від 22.07.2014 р.);
- Ювілейна грамота з нагоди 100-ліття закладення наріжного каменю храму Різдва Пресвятої Богородиці (за підписом митрополита Чернівецького і Буковинського Данила (Ковальчука)) (21.09.2014),
- Подяка за презентацію книги «Ілюстрована історія Рогізної» ГО «Товариство барона фон Гартенберга-Садагура» (13.05.2016),
- Подяка (16.02.2017) та Почесна грамота (29.09.2017) директора Департаменту освіти і науки Чернівецької облдержадміністрації О. Палійчук,
- Подяка директора ІППОЧО Г. Біляніна, директора БФ «Живи, Буковино!» В. Бербеки (30.05.2019),
- Благословенна грамота за заслуги перед Помісною УПЦ та побожним народом (за підписом митрополита Київського і всієї України Епіфанія (Думенка) (13.10.2019).
- Лауреат відзнаки ім. А. Кохановського у номінації «Краєзнавча розвідка року» (рішення виконкому Чернівецької міської ради від 22.09.2020 року)[1].
- Подяка за активну науково-дослідницьку діяльність у популяризації історії рідного краю (за підписом голови НСКУ О. Реєнта) (29.09.2020).
- Переможець (III (третє) місце) конкурсу студентських наукових робіт «Український визвольний рух 1920-1950-х років» http://history.chnu.edu.ua/index.php?page=ua&data%5B5130%5D%5Bid%5D=13480.
- Переможець серед студентів "Найкращий читач Наукової бібліотеки ЧНУ – 2020 року" http://www.chnu.edu.ua/index.php?page=ua/news&data%5B5012%5D%5Bid%5D=15395

## Публікації

### Монографії
- 1. Історія Української Православної Церкви на теренах Буковини в новітній період (1990—2008 рр.). — Чернівці: Вид. відділ Чернівецько-Буковинської єпархії, 2009. — 84 с. (Митрополит Данило (Ковальчук) 22.02.2019 р. написав: «Цю книгу створив Микола Семенюк, коли ще був студентом ЧНУ»).
- 2. Семенюк М. С. Ілюстрована історія Рогізної [Текст]: [краєзнав. дослідж.] / Микола Семенюк. — Чернівці: Місто, 2014. — 191 с.
- 3. Семенюк М. С. Національно-визвольний рух на Буковині у міжвоєнний період [Текст]: [краєзнав. дослідж.] / Микола Семенюк. — К: Основа, 2021. — 130 с.

### Один із упорядників
- 4. Матеріалів Міської історико-краєзнавчої конференції «Рогізна: погляд крізь роки».
- 5. Бібліографічного покажчику "Осип Безпалко" (2021) http://nsku.org.ua/?p=17037
- 6. Семенюк М. С. Сторінками життя Ганни Шиманської https://zahid.espreso.tv/u-chernivtsyakh-za-arkhivami-sbu-vidali-knizhku-pro-polituvyaznenu-gannu-shimansku
- 7. Семенюк М. С. Діяльність “Українського громадського комітету рятунку України” в Чернівцях https://tva.ua/2023/11/14/na-bukovyni-vydaly-istoryko-kraieznavche-doslidzhennia-pro-dopomohovyj-komitet-u-chernivtsiakh-u-chasy-holodomoru/